# Mantispa schoutedeni
Mantispa schoutedeni is een insect uit de familie van de Mantispidae, die tot de orde netvleugeligen (Neuroptera) behoort. 
Mantispa schoutedeni is voor het eerst wetenschappelijk beschreven door Navás in 1929.